# Мамонтёнок Люба

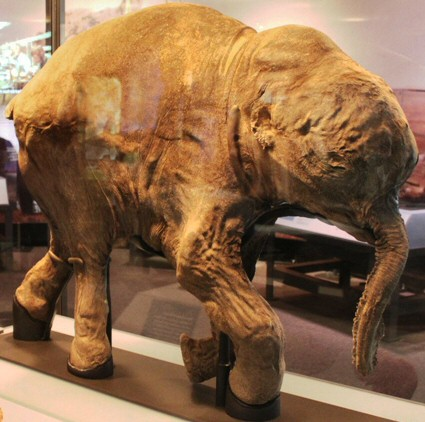

Мамонтёнок Люба — ископаемый мамонтёнок-самка вида шерстистый мамонт (лат. Mammuthus primigenius), найденный в мае 2007 года оленеводом Юрием Худи в верхнем течении реки Юрибей на полуострове Ямал.
Получил имя «Люба» в честь жены оленевода. Мамонтёнок уникален тем, что его сохранность гораздо лучше «предшественников» — мамонтят Димы, найденного в 1977 году в верховьях реки Колымы, и Маши, обнаруженной на полуострове Ямал в 1988 году.

## Обнаружение
Поскольку тело мамонтёнка было найдено в мае, то есть до того, как вскрывается река, учёные предполагают, что оно было вынесено течением на поверхность за год до момента находки, во время половодья в июне 2006 г. Юрий Худи два дня добирался до ближайшего населённого пункта, чтобы сообщить о находке.

## Исследования
Исследование останков проводил коллектив учёных из России, США, Японии и Франции: вначале для тщательного планирования вскрытия была выполнена компьютерная томография тела в токийском Университете Дзикэй, затем проведено вскрытие на базе Зоологического института в Санкт-Петербурге. Учёные определили, что мамонтёнок погиб около 40 тыс. лет назад. Предполагается, что после того, как мамонтёнок утонул и задохнулся в глинистой массе, произошла консервация тела под действием лактобактерий. Это обеспечило сохранность тела в течение десятков тысяч лет в вечной мерзлоте, а затем предотвратило разложение и уничтожение его падальщиками в течение почти года после того, как тело было вымыто из мерзлоты течением реки.

## Описание
У мамонтёнка Любы не хватает только копытец, фрагментов хвоста и правого уха, а также большей части шерсти. Возраст животного — около одного месяца, геологический возраст — 42 000 лет по радиоуглеродному датированию. Размер животного 130 см в длину, 90 см в высоту, масса приблизительно 50 килограммов (по другим источникам — 30 кг).

## Кинематограф
Телеканал National Geographic Channel снял научно-популярный фильм «Пробуждение мамонтёнка» (англ. Waking the Baby Mammoth) о находке и связанных с ней исследованиях.

## Музей
Находится на экспозиции в Государственном бюджетном учреждении Ямало-Ненецкого автономного округа Музейно-выставочный комплекс имени И. С. Шемановского.